# Caviphantes samensis
Caviphantes samensis är en spindelart som beskrevs av Ryoji Oi 1960. Caviphantes samensis ingår i släktet Caviphantes och familjen täckvävarspindlar. Inga underarter finns listade i Catalogue of Life.